# KZ-Außenlager Woffleben
Das Außenlager Woffleben in Woffleben war ein Außenlager des KZ Mittelbau, das vom 3. Januar 1945 bis zum 4. April 1945 für etwa 1.000 männliche KZ-Häftlinge genutzt wurde. Dieses Außenlager des Mittelbau-Lagerkomplexes wurde seitens der Lager-SS unter dem Namen „B12“ geführt, der Bezeichnung eines dort angesiedelten gleichnamigen Bauprojekts des SS-Führungsstabes B12 (Tarnname: Kaolin).

## Lage
Das Häftlingslager „Anna“ befand sich auf dem ehemaligen Gut Bischofferode. Ein ca. 60 Baracken und mehrere Nebengebäude umfassendes Zivilarbeitslager lag direkt an der Zorge in Richtung Bischofferode.
Dem Gut Bischofferode gegenüber befand sich der Haltepunkt der Bahnstrecke.

## Funktion des Lagers und Häftlinge
Bereits ab Mitte Mai 1944 mussten im Durchschnitt 1.500 Häftlinge hauptsächlich aus dem Außenlager Ellrich-Juliushütte auf der Baustelle des SS-Führungsstabes B12 beim Stollenausbau im Kohnstein nahe dem Mittelwerk Zwangsarbeit leisten. Auch deutsche und ausländische Facharbeiter arbeiteten auf der Baustelle. Bis zu 335.000 m² Fläche sollten für die geplante unter Tage verlagerte Waffenproduktion der Junkers Flugzeug- und Motorenwerke in Form von vier Fahr- und vielen Querstollen ausgeschachtet werden. An einem nicht bekannten Standort bei der Baustelle wurden KZ-Baracken errichtet, um die Arbeitszeit der Häftlinge auszuweiten. Das Lager wurde Anfang Januar 1945 von Häftlingen aus dem Außenlager Ellrich-Juliushütte und dem KZ Mittelbau bezogen. Die Anzahl der während des Lagerbestehens umgekommenen Häftlinge ist unbekannt.
Lagerführer waren SS-Oberscharführer Hermann Kleemann und die SS-Unterscharführer Schwebach und Lobel. Lagerältester war Bruno Brodniewicz, der zuvor Lagerältester im Stammlager des KZ Auschwitz sowie mehreren Auschwitzer Nebenlagern war.

## Endphase des Außenlagers Woffleben
Am 4. April 1945 wurden das Außenlager Woffleben mit insgesamt etwa 1.643 Häftlingen evakuiert. Die Häftlinge wurden über das Außenlager Harzungen mit weiteren Häftlingen mittels eines Güterzuges zum KZ Neuengamme gebracht. Nachdem die Häftlinge im KZ Neuengamme nicht aufgenommen wurden, erreichte der Zug über Umwege am 11. April 1945 das KZ Bergen-Belsen, welches am 15. April 1945 befreit wurde. Zuvor waren an den Zug noch weitere Waggons mit weiblichen Häftlingen aus dem KZ Neuengamme angekoppelt worden. Auf dem Transport verstarben etwa 150 Häftlinge und 130 Häftlinge konnten fliehen.